# テングランド
テングランドとは、群馬県沼田市岩本町にかつて存在した遊園地。

## 概要
- 大利根ドライブイン内の施設として開園。「ビックリハウス」などのアトラクションで知られていた。
- 関越自動車道全線開通により利用客が激減し閉園した。
- かつて遊園地があった場所には沼田温泉センターが開館。その後敷地内にローソンが開店したが、しばらくして沼田温泉センターが閉館。その後ローソンも閉店した。
- 現在は、沼田エコセンターが建っている。

座標: 北緯36度35分08.0秒 東経139度03分25.0秒 / 北緯36.585556度 東経139.056944度